# Tommy Clufetos
Tommy Clufetos (født 30. december 1979) er en amerikansk trommeslager der turnerede med Black Sabbath fra 2012 -2017. Han er også trommeslager for Ozzy Osbournes soloband.

## Biografi
Tommy Clufetos er født i Detroit, Michigan. Han begyndte at spille trommer da han var seks år.

## Karriereforløb
Clufetos har før spillet trommer for Ted Nugent, Alice Cooper, og Rob Zombie. Han har spillet på Rob Zombie's 2006 album Educated Horses, på Zombie's første livealbum, 2007's Zombie Live, og på 2010's Hellbilly Deluxe 2.
I 2008 optrådte han på sin egen IMV trommeundervisnings DVD fra "Behind The Player" serien.
I marts 2010 blev det annonceret at Clufetos sluttede samarbejdet med Rob Zombie for at tiltræde hos Ozzy Osbourne efter Mike Bordin. I maj 2012 spillede Clufetos med Black Sabbath, i stedet for den originale trommeslager Bill Ward. Selvom han ikke optrådte på det seneste album, 13, som Brad Wilk endte med at indspille. Men Clufetos tog på tour med Black Sabbath i april 2013 som trommeslager på deres "North America tour", med start i Houston 25. juli 2013. Han var medlem indtil bandet officielt blev opløst i 2017. 

## Gear
Clufetos er sponsoret Drum Workshop drums.
- 24" Stortromme (2)
- 14" lilletromme
- 13" Tam
- 16" Gulvtam
- 18" Gulvtam

Clufetos er sponsoret af Meinl Percussion cymbals.
(Fra venstre mod højre)
- 16" Byzance Brilliant China
- 19" Mb20 Heavy Crash
- 15" Mb20 Heavy Soundwave Hihats
- 19" Mb20 Heavy Crash
- 19" Mb20 Heavy Crash
- 22" Mb20 Heavy Bell Ride
- 19" Mb20 Heavy Crash
- 20" Mb20 Rock China

- Hardware - DW
- Pedaler - DW
- Trommeskind - Aquarian
- Trommestikker - Regal Tip Tommy Clufetos Performer Series.
- Kasser - Humes & Berg Enduro Cases

## Diskografi

### Alice Cooper
- 2005: Dirty Diamonds

### Ted Nugent
- 2002: Craveman
- 2008: Love Grenade

### Lesley Roy
- 2008: Unbeautiful

### Rob Zombie
- 2006: Educated Horses
- 2007: Zombie Live
- 2010: Hellbilly Deluxe 2

### John 5
- 2007: The Devil Knows My Name
- 2008: Requiem
- 2009: Remixploitation
- 2010: The Art of Malice

### Ozzy Osbourne
- 2010: Scream

### Whitey Kirst
- 2012: All Rise!

### DVD'er
- 1999: Rock n' Roll Greats - In Concert - Mitch Ryder & the Detroit Wheels
- 2001: Full Bluntal Nugity - Ted Nugent
- 2006: "Ozzfest: 10th Anniversary" - Rob Zombie
- 2010: IMV Behind the Player